# Acalypha aspericocca
Acalypha aspericocca är en törelväxtart som beskrevs av Ferdinand Albin Pax och Käthe Hoffmann. Acalypha aspericocca ingår i släktet akalyfor, och familjen törelväxter. Inga underarter finns listade i Catalogue of Life.